# 紅江縣政治保衛局舊址
紅江縣政治保衛局舊址位於四川省巴中市通江縣諾水河鎮平溪壩社區居委會，文物遺址年代判定為1933-1934年。2012年7月16日公佈為第八批四川省文物保護單位。1933年春紅江縣政治保衛局成立，初駐浩陽壩街道，1933年農曆冬月遷駐新場壩文昌宮，1934年農曆2月再遷駐平溪壩易家大院內。紅江縣政治保衛局主要職能是執行偵察、鎮壓，是負責整個縣內的安全保衛工作，保障政權。舊址始建於清嘉慶年間，坐西北向東南，占地面積731.24平方米。由當地易姓鄉紳按徽式風格仿縣衙式樣而建造，採取嚴格對稱的四合院佈局，平面佈局由東北而西南次第升高。由前廳、正廳及左右廂房組成。建築為穿鬥木結構，青瓦屋面，硬山式頂，兩側有馬頭形風火牆，板壁雕花窗，拱形門，設內回廊，室內務築三合土地面，廊及天井為青石地面，脊飾、卷棚天花、垂花柱齊全。在舊址左側風火牆外保存《中華蘇維埃共和國土地法令》、《中華蘇維埃共和國中央政府工農紅軍優待條例》和《反國民黨歌（仿十杯酒調）》部分內容。前廳面闊5間18.1米，進深8米，簷高6.5米。正廳面闊3間11.3米，兩頭有轉角，進深3問9.l米，簷高4.1米，左右廂房各面闊4間16米，進深1間3.3米，簷高4.2米。1994年，紅江縣政治保衛局l日址被逼江縣人民政府公佈為縣級文物保護單位。